# Fort Le Dout
 (novembre 2023).
Si vous disposez d'ouvrages ou d'articles de référence ou si vous connaissez des sites web de qualité traitant du thème abordé ici, merci de compléter l'article en donnant les références utiles à sa vérifiabilité et en les liant à la section « Notes et références ».
Le Fort Le Dout est un poste de traite fortifié de la Louisiane française, situé au Texas dans le comté de Wood.

## Historique
Vers 1714, L'explorateur et militaire Louis Juchereau de Saint-Denis, commandant le Fort des Natchitoches situé sur la rivière Rouge, fait fortifier le poste de traite  français le plus avancé vers le territoire de la Nouvelle-Espagne. Ce fortin, qui est un lieu d'échanges avec les Amérindiens des tribus Caddos et Cadodaquious est menacé par les troupes espagnoles postées au fort de Los Adaes dans le Texas espagnol. Toutefois les habitants et les quelques soldats de Los Adaes étaient tellement éloignés de leur point de ravitaillement, qu'ils se mirent à faire du commerce avec les Français et les tribus indiennes environnantes. La région devint un lieu de commerce illégal et de contrebande bien que Los Adaes devait garder la frontière.
Après le traité de Fontainebleau de 1762, les Espagnols étendent leur domination sur le Texas espagnol et prennent possession de ce comptoir fortifié.
Le fort ayant disparu, les archéologues recherchent son site et émettent l'hypothèse que le fort serait situé près du fleuve Sabine.